# Колбасная революция
Колбасная революция (укр. Ковбасна революція) — стихийное выступление жителей города Чернигова против действующей власти в рождественские дни 1990 года. События получили широкий резонанс, породили ряд аналогичных акций в других городах Советского Союза. Результатом событий стало изменение областного и партийного руководства, усиление авторитета оппозиционных политических сил. Значительных изменений в политической и социальной сфере не произошло.

## Предпосылки
Конец 80-х годов XX в. в Советском Союзе ознаменовался глубокими экономическими проблемами, которым так и не смогла помочь горбачёвская политика перестройки. Внедрение элементов рыночной экономики при существующей плановой, ориентированной преимущественно на военно-промышленный комплекс, и сохранении старой системы распределения привело к негативным последствиям. Дефицит элементарных бытовых вещей, а также продуктов питания, который и до этого имел место, стал ещё более ощутимым, из-за чего пришлось некоторые товары отпускать по специальным талонам. Сначала это был сахар, мыло, мука, затем этот список стал ещё больше. Все это порождало негативные настроения в обществе и критическое отношение населения к существующей власти. Господствующая роль компартии, подчинение ей всех сфер жизни не соответствовали потребностям подавляющего большинства населения и были неспособны изменить имеющуюся социально-экономическую ситуацию, чтобы удовлетворить в том числе и элементарные потребительские нужды людей. У значительного числа людей, в том числе у молодёжи, отсутствовали возможности полноценно жить при тогдашней системе государственной власти. Перестройка не удавалась.
Черниговская область в экономическом и социальном плане была далеко не на первом месте, к тому же ситуацию осложнили последствия аварии на Чернобыльской АЭС. Область была одной из самых бедных по уровню жизни, поэтому негативное отношение населения к областной власти и её руководства во главе с тогдашним первым секретарём обкома Л. И. Палажченко росло. Первое заметное проявление такого недовольства произошло 26 марта 1989 года во время выборов в Верховный Совет СССР. Это были первые частично свободные выборы, где на большинстве округов были альтернативные кандидаты. Палажченко был зарегистрирован кандидатом по округу, в который входили северные районы области, где голосуют обычно так, как нужно власти. Соперником его был малоизвестный простой рабочий. Казалось бы, Палажченко легко должен был выиграть, но несмотря на выгодные условия и старания админресурса победил на выборах его соперник. Понятно, что люди проголосовали не столько за соперника, сколько против Палажченко, но должных выводов из этого областное руководство не сделало.

## Ход событий

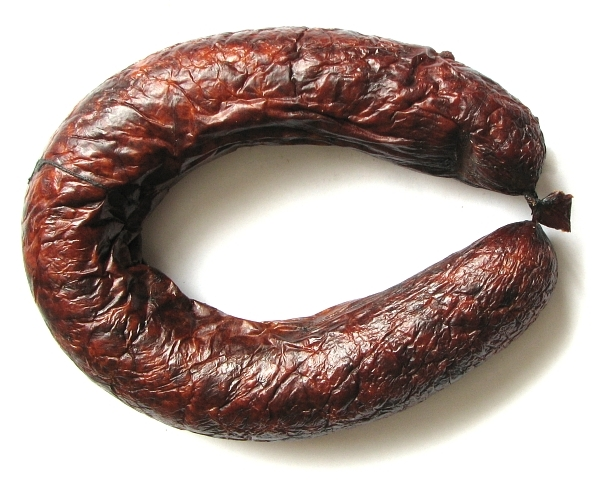
Пример деликатесного продукта, который послужил катализатором народного восстания

Накануне Рождества 6 января 1990 в Чернигове на углу улиц Рокоссовского и Доценко где-то около 19 часов вечера произошло ДТП. Автомобиль «Жигули» под управлением прапорщика летного училища Анатолия Цыбулько начал движение на зелёный сигнал светофора. В это время из-за поворота выехала облисполкомовская «Волга» (18-15 ЧНА). В салоне были заведующий орготделом облисполкома Валерий Заика и водитель Григорий Зинченко. Произошло столкновение. Водитель «Волги» пытался уехать с места ДТП, но не смог, потому что позади мешал троллейбус. От удара у «Волги» раскрылся багажник и люди увидели в нём копченую колбасу, окорока, коньяк и другие продукты, которые были в то время деликатесами и дефицитом. Черниговцы, которым за продуктами приходилось часами стоять в очередях, возмущенные несправедливостью начали громить автомобиль, затем использовали его как трибуну. Возник стихийный митинг. Затем «Волгу» потащили к дому первого секретаря обкома. Милиция в действия не вмешивалась, очевидно будучи не готовой к такой ситуации. Робкая попытка остановить возмущённый народ в районе Пяти углов у Деснянского райкома компартии только разожгла протестующих, которых в то время собралось уже около тысячи. Стихийный марш протеста стих далеко за полночь только на Красной площади, куда протестующие приволокли уже достаточно изуродованный автомобиль.
После ночных событий был ряд митингов, один из которых, самый многочисленный (около 10000 человек), состоялся 7 января у здания обкома. На нём впервые за всю историю СССР первый секретарь обкома партии отчитывался перед народом о проделанной работе. Здесь он заявил, что Валерий Заика исключён из партии и понесёт суровое наказание. После митинга приняли резолюцию с рядом требований, направленных к власти. С лёгкой руки одного из участников этого митинга, который держал в руках плакат с лозунгом «Кто съел моё мясо?», вышеописанные события получили название «Колбасная революция».
Во время этих событий сумел себя проявить черниговский центр Народного Фронта Украины за перестройку. Активисты движения сумели направить стихийную волну возмущения в организованное русло. Они подготовили резолюцию, которую поддержал митинг возле обкома. Резолюция содержала 18 требований к власти, среди которых немедленная отставка бюро обкома партии в полном составе, а также консервативного редактора «Деснянской правды» Музыченко И. И., отмена ст. 6 Конституции СССР, отмена административного деления Чернигова на районы с ликвидацией соответствующих районных управленческих структур, передача обкомовского отеля «Придеснянский» в коммунальную собственность и другие. Почти половина требований протестантов касалась не «колбасного» вопроса, а свободы слова, свободы проведения мирных собраний, публичности и открытости власти, создание независимых СМИ.
Рождественские события в Чернигове вызвали резонанс по всей стране. События широко освещались в прессе, на телевидении, радио и стали предметом обсуждений на высшем уровне. Вслед за Черниговом подобные акции протеста прошли в ряде других городов Советского Союза. Как следствие, первые лица области и города ушли в отставку, а из Москвы на место первого секретаря обкома вместо Палажченко прибыл другой партийный чиновник — ответственный организатор отдела ЦК КПСС В. Т. Лисовенко, который на пленуме обкома и был избран первым секретарём.
В то же время в городе не утихала митинговая волна. Черниговцы остались недовольны кадровыми перестановками. Звучали такие оценки состоявшегося пленума: «аппаратные игры», «нас опять обманули» и другие. Хотя на этот раз партийное руководство успело среагировать вовремя: рядом появляются лозунги типа «Движение — не шельмуют народ», «Мы за плюрализм мнений и политическую стабильность», «Больше дела — меньше слов». Учтя ошибки своего предшественника, Лисовенко сумел избежать острых и массовых протестов и продержаться на должности до 23 апреля 1991 года, хотя никаких принципиальных изменений во время своего руководства так и не сделал, а требования январских митингов 1990 года в большинстве так и не были выполнены.

## Итоги
Главным итогом стала смена руководства. Был освобождён от должности ряд руководителей области и города, включая первого секретаря Черниговского обкома КПСС Л. И. Палажченко, которые потеряли доверие и авторитет у жителей области. Это позволило советскому руководству снять протестное напряжение. Требования митинга, подготовленные Народным Движением, новое руководство выполнило в незначительном объёме. Принципиальных изменений в общественно-политической жизни области не произошло. Но черниговские события показали, что позиции компартийной верхушки не является непоколебимыми и есть другие силы, которые могут влиять на общественную жизнь, если они заручатся поддержкой народа. Люди поняли, что вместе они могут что-то изменить. После Чернигова другие города страны провели аналогичные митинги и протесты. Одна из самых известных акций это Революция на граните. Черниговская Колбасная революция стала одной из тех событий, которая сыграла важную роль в становлении независимости Украины.